# Niki Taylor
Nicole Renee Taylor, detta Niki (Fort Lauderdale, 5 marzo 1975), è una supermodella statunitense.

## Carriera
Niki Taylor viene notata all'età di tredici anni, da un agente della Irene Marie Models in Florida, che le fa ottenere un contratto, grazie al quale conosce il fotografo Jean Renard, che diverrà il suo manager. Successivamente la modella vincerà un contratto da 500.000 dollari grazie ad un concorso di bellezza tenutosi a New York.
La prima copertina della Taylor arriva nell'agosto 1989 sulla rivista Seventeen, quando la modella ha appena quattordici anni. L'anno seguente, appena quindicenne, Niki Taylor diventa una delle modelle più giovani della storia di Vogue ad apparire sulla copertina della rivista, seconda soltanto a Brooke Shields.
Nel 1991, la Taylor viene nominata da People come una delle 50 donne più belle del mondo. L'anno seguente, la modella diventa la prima testimonial minorenne dell'azienda di cosmetica CoverGirl. Fra le altre aziende a volere la modella come testimonial si possono ricordare Liz Claiborne, Nokia, L'Oréal, GAP, Lee Jeans, Rampage clothes, e Pantene.
Nel maggio 1996 la modella conquista un altro record: compare nello stesso mese sulla copertina di sei riviste di moda (Allure, Vogue, Elle, Marie Claire, Self e Shape), ottenendo il soprannome di "Niki Six". La Taylor è inoltre stata fotografata per Sports Illustrated Swimsuit Issue nel 1997, nel 1998 e nel 1999, oltre che sul calendario del 1998.
Nel 2002 è comparsa nel video musicale del brano Somebody Like You di keith Urban, al quale è stata legata sino al 2004. nel 2005 Niki Taylor ha aperto la boutique Abbie and Jesse's, a Franklin in Tennessee, insieme all'amico Lou Taylor, e nello stesso anno ha commercializzato il suo primo profumo Begin by Niki Taylor.
Nel 2008 ha condotto, insieme a Tyson Beckford il reality show Make Me a Supermodel, trasmesso sul canale satellitare Bravo.

## Vita privata
Niki Taylor ha sposato Matt Martinez, linebacker dei Miami Hooters, subito dopo il diploma, dal quale ha avuto due gemelli Jake e Hunter nel 1994. La coppia ha divorziato nel 1997, e nel 2006 la modella ha sposato il pilota NASCAR Burney Lamar, al quale ha dato un figlio, Ciel Taylor Lamar, nel 2009. Sua sorella Krissy era anche lei una modella.

## Agenzie
- Irene Marie Models
- New York Model Management
- Louisa Models